# Miss Mondo 1954
Miss Mondo 1954, la quarta edizione di Miss Mondo, si è tenuta il 18 ottobre 1954, presso il Lyceum Theatre di Londra. Il concorso è stato presentato da Eric Morley. Antigone Costanda, rappresentante dell'Egitto è stata incoronata Miss Mondo 1954.

## Risultati
| Risultato finale | Concorrente                    |
| ---------------- | ------------------------------ |
| Miss Mondo 1954  | - Egitto - Antigone Costanda   |
| 2ª classificata  | - Stati Uniti - Karin Hultman  |
| 3ª classificata  | - Grecia - Efi Mela            |
| 4ª classificata  | - Francia - Claudine Bleuse    |
| 5ª classificata  | - Germania - Frauke Walther    |
| 6ª classificata  | - Danimarca - Grete Hoffenblad |

## Concorrenti
- Belgio - Nelly Elvire Dehem
- Ceylon - Jeannette de Jonk
- Danimarca - Grete Hoffenblad
- Egitto - Antigone Costanda
- Finlandia - Yvonne de Bruyn
- Francia - Claudine Bleuse
- Germania - Frauke Walther
- Grecia  - Efi Mela
- Irlanda - Connie Rodgers
- Italia - Cristina Fantoni
- Paesi Bassi - Conny Harteveld
- Regno Unito - Patricia Butler
- Stati Uniti - Karin Hultman
- Svezia - Margareta Westling
- Svizzera - Claudine Buller
- Turchia - Sibel Göksel

### Debutti
- Belgio
- Italia
- Turchia

### Ritorni
- Irlanda

### Ritiri
- Israele
- Norvegia
- Principato di Monaco